# MV Agusta 125 TEL

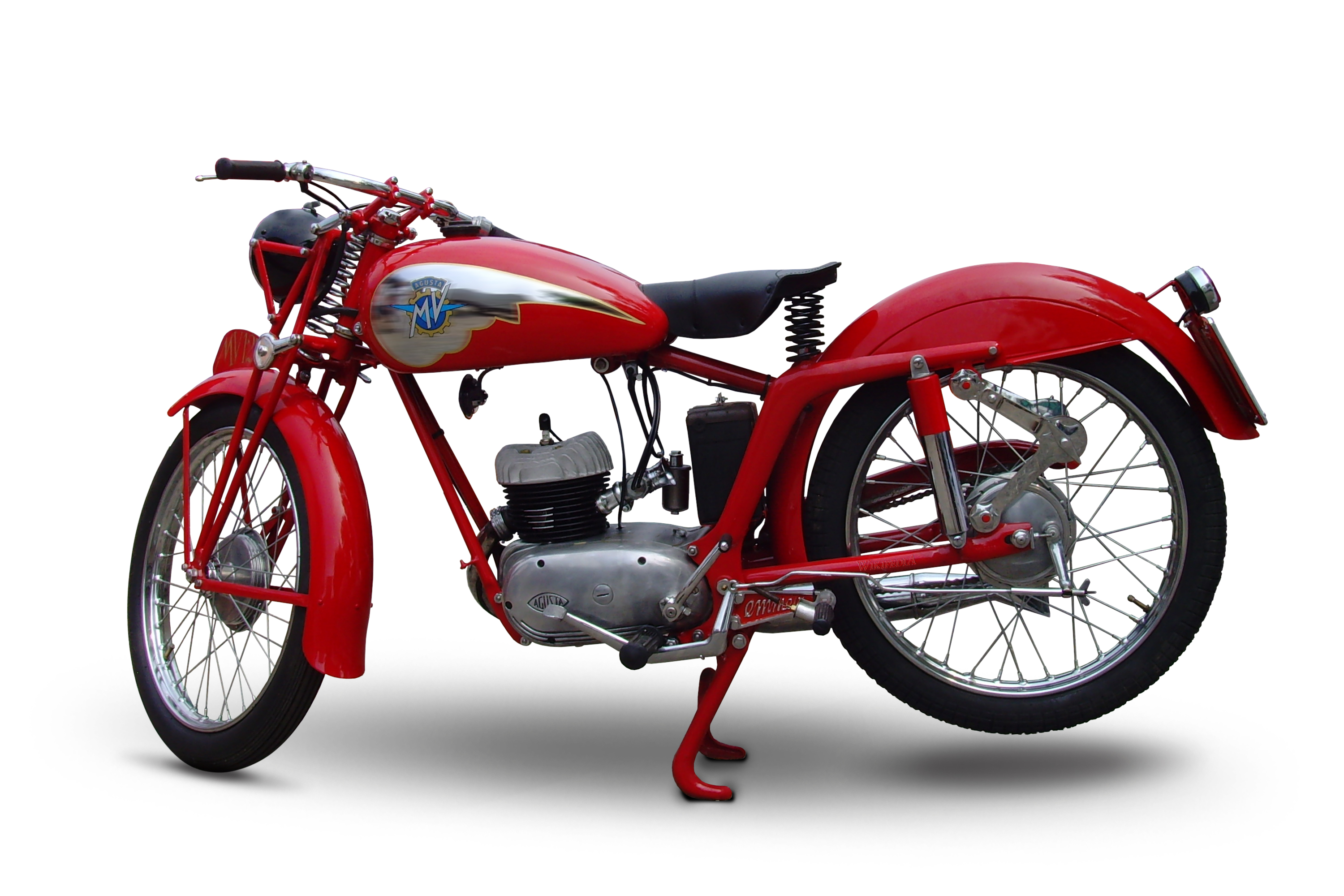
Eine MV Agusta TEL, hier in der ersten Version der Sport C (1949) mit dem „offenen“ 22er Dell’Orto

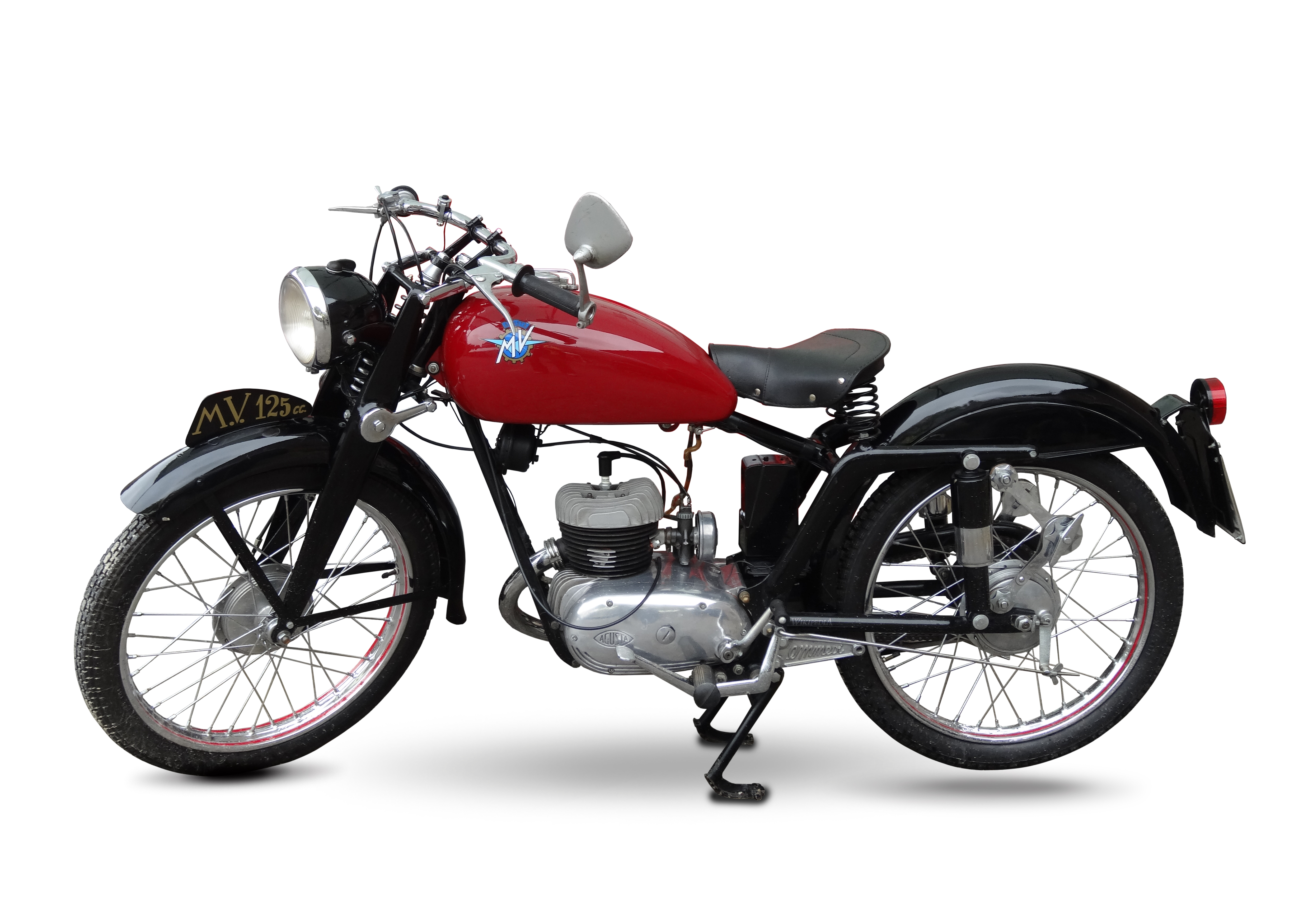
Eine MV Agusta 125, hier als Turismo D, mit der günstigeren Parallelogrammgabel (1952)

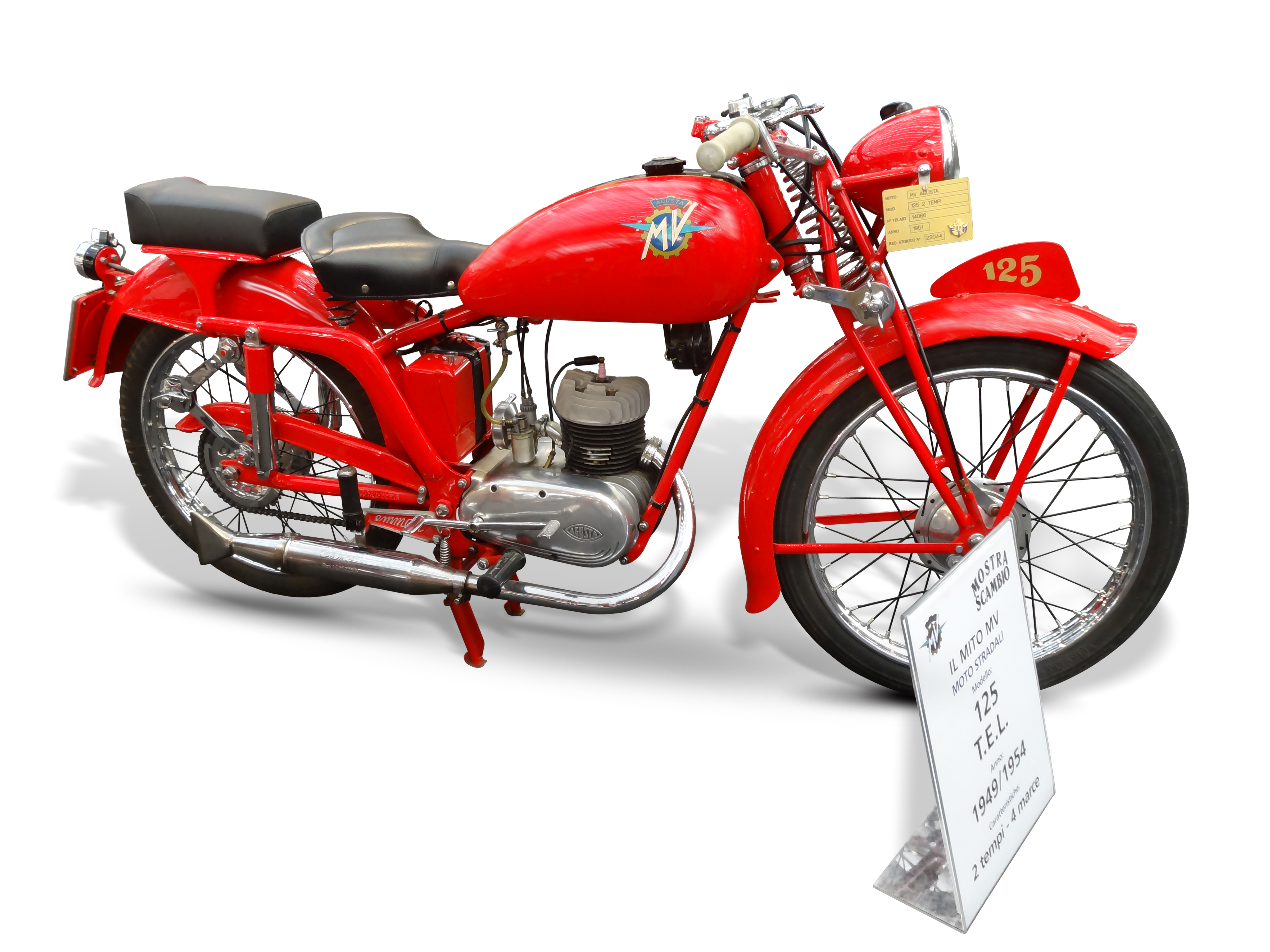
TEL in derTurismo C-Ausführung mit Sozius-Ausrüstung und dem „Straßenvergaser“ (17 mm Ø) mit Luftfilter

Die MV Agusta 125 TEL, oft auch nach ihrer bekanntesten Version einfach 125er Turismo genannt, war eine Motorrad-Modellreihe des italienischen Fahrzeugbauers MV Agusta, die von 1949 bis 1954 im damaligen Werk in Samarate produziert wurde. Das Typen-Kürzel der 125er „TEL“  steht für Turismo Extra Lusso = Modell „Turismo extra Luxus“. Es wurden zwei Varianten angeboten: die Turismo und die Sport. Diese Modellreihe war das Rückgrat der damaligen MV Agusta-Produktion. Von 1949 bis 1953 wurden etwa 40.000 Exemplare gebaut.

## Hintergrund
Die erste 125er, die MV Agusta von 1948 bis 1949 auf den Markt brachte, war eine einfache Weiterentwicklung der bereits 1946 eingeführten 98er mit vergrößertem Hubraum und höherer Leistung. Die Grundkonstruktion blieb nahezu gleich, es war ein wirtschaftliches Nutzfahrzeug, das auf die Bedürfnisse der Nachkriegskunden zugeschnitten war. Dieses erste 125-cm³-Motorrad von MV war von Anfang an als „Übergangsmodell“ gedacht und sollte bald durch ein stark modifiziertes Modell ersetzt werden.

## Das Motorrad
Mit der „neuen“ 125er startete MV Agusta 1949 eine Qualitätssteigerungsoffensive, um den Umsatz des noch jungen Unternehmens zu vergrößern. Der Motor war zwar wieder (wie beim Vorgängermodell) ein Zweitakter mit Umkehrspülung, aber mit einem stark überarbeiteten, neuen Gehäuse, mit deutlich kompakterer Bauweise und fließenden Linien. Zum ersten Mal gab es bei MV ein Vierganggetriebe. Auch der Rahmen war in weiten Teilen eine Neukonstruktion, die Rohr- und Pressstahl-Elemente vereinigte. Diese Bauweise behielt MV bei fast allen seinen Serienmodellen bis zum Ende der Produktion 1980 bei. Mit der „TEL“ führte MV Agusta eine etwas eigenwillige Nomenklatur der Serienmodelle ein, bei der nicht immer sofort interpretierbare Buchstabenkombinationen für die Modelle verwendet wurden. Diese Kürzel änderten sich zuweilen ohne nennenswerte Änderungen an den Motorrädern, wodurch es oft schwierig ist, die einzelnen Modelle sicher zu identifizieren und zuzuordnen.
Die Bauzeit der TEL überschnitt sich teilweise mit derjenigen der MV Agusta 125 Motore Lungo, die zwar auch mit normaler Straßenausrüstung, also Beleuchtung, Nummernschildhalterung, langer Sitzbank und Soziusfußrasten angeboten wurde, aber fast ausschließlich im Motorsport zum Einsatz kam.
Der Antrieb der MV 125 TEL war die Basis für den Rennmotor der erfolgreichen MV Agusta Corse 125 Quattro Marche. Auch das Konzept des Doppelschleifenrahmens wurde übernommen.

## Die Modelle (Timeline)

### 125 Turismo „C“ (1949–1951)
Die Turismo „C“ ersetzte die vorherigen 3-Gang-125er und war ein komplett überarbeitetes Modell. Der Motor war neu, mit saubereren Linien und einem Vierganggetriebe. Auch der Rahmen war neu und vereinte Press- und Rohrstahl. Die Vorderradaufhängung behielt die gleiche Anordnung bei, während die Hinterradaufhängung eine modernere Schwinge hatte. Farblich war die Maschine entweder in leuchtendem Rot gehalten oder zeigte eine Bi-Color-Lackierung mit schwarzem Rahmen und rotem Tank. Die Produktions- und Verkaufszahlen lagen bei ca. 20.000 Motorrädern. Der Ladenpreis dieser ersten Version betrug 228.000 Lire.

### 125 Sport „C“ (1949–1951)
Die Sport „C“ unterschied sich kaum vom Basismodell: Der Lenker ist bei beiden Modellen niedrig, die Vorder- und Hinterradaufhängung war gleich. Allerdings verfügt die in „Agusta-Rot“ lackierte Sport über einen stärkeren Motor und einen größeren (22er) Vergaser mit horizontalem Gasschieber. Äußerlich fielen zuerst der Sporttank (ab 1950 mit der Taillierung) und die Auslegung als Single-Maschine ohne Soziussitz und Soziusfußrasten auf. Insgesamt wurden von der Sport etwa 4500 Stück produziert. Der Verkaufspreis lag gegenüber der Turismo C mit 256.000 Lire etwas höher.

### 125 Turismo „D“ (1952)
Der Hauptunterschied zwischen der Turismo „D“ und der 125 Turismo „C“ war die geänderte vordere Parallelogrammgabel aus gepresstem Stahl und der neue Benzintank. Durch diese Änderungen konnte MV Agusta das Modell billiger als die Vorgängerserie anbieten, der Preis fiel auf 179.000 Lire. Produziert wurden ca. 12.000 Exemplare.

### 125 Turismo „E“ (1953)
Das Fahrwerk der letzten Version, die jetzt auch offiziell die Zusatzbezeichnung „TEL“ trug (steht für Turismo Extra Lusso = Modell Turismo extra Luxus), wurde durch die Einführung der Teleskopgabel und der geänderten Naben mit Zentralbremse von MV umfassend erneuert. Die letzten produzierten Exemplare waren mit einem Paar hydraulischer Stoßdämpfer ausgestattet. Produzierte Maschinen: ca. 3700 Verkaufspreis: 194.000 Lire.

## Technische Daten
Anmerkung: Bei abweichenden Informationen im Internet wurden die Daten aus der vorliegenden Literatur eingesetzt.
| MV Agusta 125 TEL (1949–1954) | MV Agusta 125 TEL (1949–1954)                                           |
| Motor                         | Motor                                                                   |
| ----------------------------- | ----------------------------------------------------------------------- |
| Bauart                        | 1-Zylinder-Zweitaktmotor; luftgekühlt                                   |
| Hubraum                       | 123,5 cm³                                                               |
| Bohrung und Hub               | 53 × 56 mm                                                              |
| Verdichtung                   | 6,1 : 1 bzw. 7,1 : 1                                                    |
| Zylinderkopf                  | Leichtmetall                                                            |
| Zylinder                      | Grauguß                                                                 |
| Vergaser                      | Dell’Orto MA 17 bzw. MA 22                                              |
| Antrieb                       |                                                                         |
| Kupplung                      | Ölbadlamellenkupplung                                                   |
| Getriebe                      | angeblockt, 4 Gänge                                                     |
| Antrieb primär/sekundär       | Zahnräder / Kette                                                       |
| Elektrik                      |                                                                         |
| Zündung                       | Schwungradmagnetzündung                                                 |
| Spannung                      | k. A.                                                                   |
| Lichtmaschine                 | k. A.                                                                   |
| Leistung                      |                                                                         |
| Leistung                      | 5 PS (3,7 kW) bei 4800/min – bzw. 6 PS (4,4 kW) bei 5500/min            |
| Höchstgeschwindigkeit         | 80 km/h – bzw. 85 km/h                                                  |
| Inhalt Kraftstofftank         | 12 Liter                                                                |
| Mittlerer Verbrauch           | 2,7 Liter / 100 km                                                      |
| Rahmen und Maße               |                                                                         |
| Rahmen                        | Rohr und Stahlblech, offene Doppelschleife                              |
| Radstand                      | 1270 mm                                                                 |
| Länge                         | k. A.                                                                   |
| Breite                        | k. A.                                                                   |
| Tankinhalt                    | 13 Liter                                                                |
| Inhalt Ölbehälter             | 1,8 Liter                                                               |
| Gewicht                       | 85 kg (trocken)                                                         |
| Federung, Reifen und Bremsen  |                                                                         |
| Radaufhängung vorne           | Parallelogrammgabel / später Teleskopgabel                              |
| Radaufhängung hinten          | Schwinge, Teleskopfederelemente, Reibungsdämpfer / später Ölstoßdämpfer |
| Räder (vorne / hinten)        | 2,25 × 19″, Stahlspeichen                                               |
| Reifen (vorne / hinten)       | 2,50 × 19″                                                              |
| Bremsen (vorne / hinten)      | Trommel, vorn 150 mm, hinten 130 mm                                     |

Quelle: